# 纳沙泰尔城堡

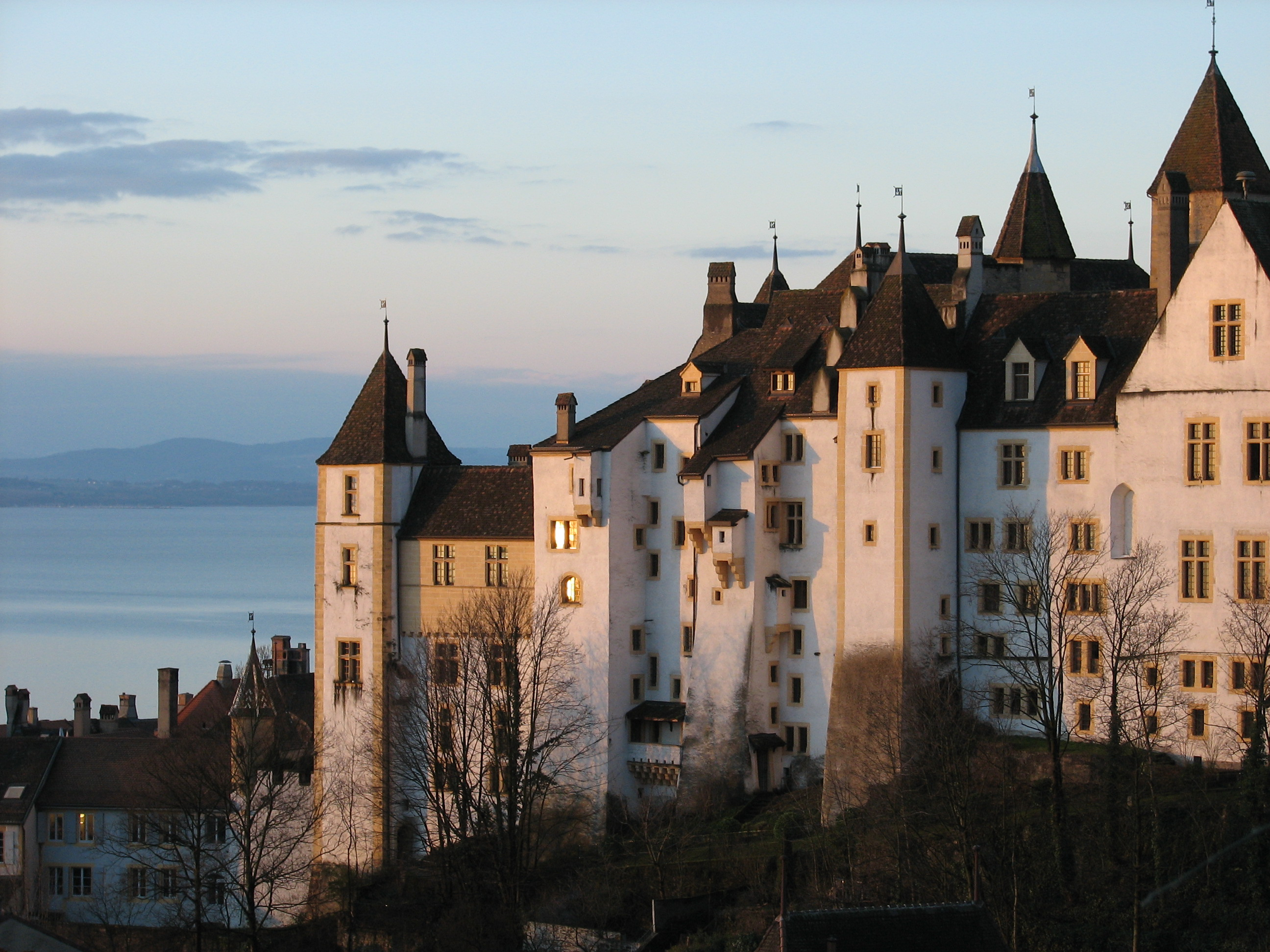
纳沙泰尔城堡

46°59′32.15″N 6°55′37.15″E / 46.9922639°N 6.9269861°E
纳沙泰尔城堡（法語：Château de Neuchâtel）是瑞士纳沙泰尔州州府纳沙泰尔的一座中世纪城堡，坐落于纳沙泰尔湖北岸。现已列入瑞士国家重要文化财产名录。

## 历史
纳沙泰尔城堡最古老的部分可以追溯到罗马时代。11世纪开始成为弗尼伯爵（Fenis）居所。以后数次易主。1708年，城堡被普鲁士人占据，直到1848年革命。现在城堡由纳沙泰尔政府使用。